# Deutsche Botschaft Doha
Die Deutsche Botschaft Doha ist die diplomatische Vertretung der Bundesrepublik Deutschland im Staat Katar.

## Lage und Gebäude
Die Kanzlei der Botschaft befindet sich in der katarischen Hauptstadt Doha im Stadtteil Fereej Kulaib. Mit Stand vom Dezember 2021 wird die Straßenadresse abgegeben mit: No. 6, Al-Jazeera Al-Arabiya Street, Fereej Kulaib, Doha.
Bei dem Gebäude in der Al-Jazeera Al-Arabiya Street handelt es sich um ein vormals als Wohnhaus genutztes Anwesen mit zweieinhalb Stockwerken. Es wurde zunächst ohne größere Umbauten als Bürogebäude genutzt. In den Jahren 2008/2009 fanden dann umfangreiche Sanierungs- und Umbaumaßnahmen statt.
Im März 2020 wurden die Aufträge für Bauleistungen für eine Neuunterbringung der Kanzlei vergeben. Die Botschaft Doha sollte im Jahr 2021 zwei Etagen im Tornado Tower im Stadtteil Westbay beziehen. Der Tornado Tower ist mit 52 Etagen ein spektakuläres Gebäude.

## Auftrag und Organisation
Die Deutsche Botschaft Doha hat den Auftrag, die deutsch-katarischen Beziehungen zu pflegen, die deutschen Interessen gegenüber der Regierung von Katar zu vertreten und die Bundesregierung über Entwicklungen in Katar zu unterrichten.
In der Botschaft werden die Sachgebiete Politik, Wirtschaft, Kultur und Bildung bearbeitet. Das Kulturreferat begleitet die Arbeit der Deutschen Internationalen Schule Doha. Die Botschaft spielte eine wichtige Rolle bei den Gesprächen, die die Bundesregierung nach dem Abzug der internationalen Truppen aus Afghanistan mit den Taliban über die Ausreise afghanischer Mitarbeiter deutscher Organisationen führte.
Das Referat für Rechts- und Konsularangelegenheiten der Botschaft betreut ganz Katar als konsularischen Amtsbezirk. Es bietet konsularische Dienstleistungen für im Land ansässige deutsche Staatsangehörige an. Die Visastelle des Referats stellt Visa für katarische  Staatsangehörige aus. Für dringende konsularische Notfälle außerhalb der Dienstzeiten besteht jeweils bis Mitternacht eine telefonische Rufbereitschaft.

## Geschichte
Der Staat Katar wurde am 3. September 1971 vom Vereinigten Königreich unabhängig. Die Bundesrepublik Deutschland eröffnete am 3. Juni 1974 ihre Botschaft in Doha.